# ایچیگو
ایچیگو (انگلیسی: Ichigo Inc.) شرکت املاک ژاپنی است، که در سال ۲۰۰۰ تأسیس شد.